# Tickatoo
Tickatoo is de tweede single van Dizzy Man's Band. Het is afkomstig van hun album Dizzy do Tickatoo.
Het platenlabel vermeldde dat het een volksliedje was in een bewerking van muziekproducent Richard de Bois en zanger Jacques Kloes. Achteraf kon gesteld worden dat de muziek zwaar leunt op Down on the Corner van Creedence Clearwater Revival uit 1969.
De B-kant My love is geschreven door Dik Buysman, lid van de band.
Zo A- als B-kant is opgenomen in de Soundpush Studio in Blaricum.

## Hitnotering
Dit lied betekende de eerst hit van de Dizzy Man's Band en een nummer één in de Belgische Radio Hitparade.

### Nederlandse Top 40
| Positie: | 30 | 19 | 12 | 6 | 7 | 10 | 14 | 21 | 26 | 35 | uit |

### NederlandseDaverende 30
| Positie: | 29 | 17 | 12 | 6 | 6 | 8 | 14 | 20 | 23 | uit |

### BelgischeBRT Top 30
| Positie: | 25 | 12 | 8 | 6 | 3 | 1 | 1 | 4 | 8 | 16 | 30 | uit |

### Vlaamse VoorloperUltratop 30
Are You Ready? van Pacific Gas & Electric hield het van een eerste plaats af.
| Positie: | 19 | 13 | 12 | 9 | 4 | 2 | 4 | 4 | 10 | 19 | 22 | uit |